# Число семь в исламе
Число́ семь в исла́ме (7) — особо важное число в Коране, которое на Ближнем Востоке служило клятвой перед Аллахом (Быт. 21:30—31). Число семь — символ завершённости и полноты. Число семь — символ дисгармонии, оно не делится и не содержится ни в одном из всех прочих чисел первого десятка и этим от них отличается, оно непроизводительно и изолировано.

## Коран
- Начальная сура Аль-Фатиха, которой начинается Коран и которую читают при мусульманской молитве, составлена из семи айатов[3]
- 7 наиболее часто произносимых айатов Корана (15:87[4])
- 7 небес (78:12[5], 65:12[6], 67:3[7], 2:29[8], 71:15[9])
- 7 земель (65:12[6])
- 7 путей (радуга), которыми человек возвращается к Аллаху (23:17[10])
- 7 ворот ада (15:43, 44[11]), через которые входят грешники с семью видами пороков (гордыня, похоть, чревоугодие, праздность, жадность, гнев, зависть)

### Традиции
- Во время суджуда на молитве мусульманин должен коснуться земли семью частями тела (пара ступней ног, пара коленей, пара ладоней рук, лоб)
- Во время хаджа, паломник обходит Каабу 7 раз и 7 раз бегает между холмами Сафа и Марва
- 7 поколений отцов и дедов[12]
- 7 видов мусульман, заслуживающих защиты Аллаха (справедливый руководитель; мусульманин, не забывающий, что всё — во власти Аллаха; мусульманин, жаждущий знаний, желающий понять смысл айатов Корана; любящие друг друга, если они ради Аллаха соединят свои судьбы или, боясь гнева Аллаха, разойдутся, если нет возможности бракосочетания (угроза разрушения семей, появления осиротевших детей, конфессиональные разногласия); мусульманин, который может обуздать свои страсти и отказаться от предложения женщины провести вместе вечер[13]; мусульманин, который способен «втайне» обрадовать нуждающегося, не хвалясь перед всеми[14]; мусульманин, чувствующий единение с Аллахом[12])
- 7 формул азана